# القصة (الرضمة)

تعديل مصدري - تعديل

القصة محلة تابعة لقرية كوله باحاج، التابعة لعزلة حارث الحيدرى بمديرية الرضمة إحدى مديريات محافظة إب في الجمهورية اليمنية.، بلغ تعداد سكانها 85 حسب تعداد اليمن لعام 2004.